# Upplands landskapsvapen
Upplands landskapsvapen är det heraldiska vapnet för det svenska landskapet Uppland. Blasoneringen lyder: I rött fält ett riksäpple av guld. Vapnet kröns i likhet med alla svenska landskapsvapen av en hertigkrona.
Vapnet skapades till processionen vid Gustav Vasas begravning 1560, och har sedan dess varit oförändrat. Riksäpplet symboliserar den andliga och världsliga makten. 
Uppsala län för ett identiskt vapen med kunglig krona istället för hertiglig. Det ingår dessutom i förbandsvapnen för Roslagens flygflottilj, Upplands flygflottilj, Upplands infanteriregemente, Upplands signalregemente och Upplandsgruppen. Vapnet ingår även, tillsammans med Stockholms stadsvapen och en förkortad version av Södermanlands landskapsvapen, i vapnet för Stockholms län.
Vapenbilden används även som landskapsflagga för Uppland.

## Bildgalleri

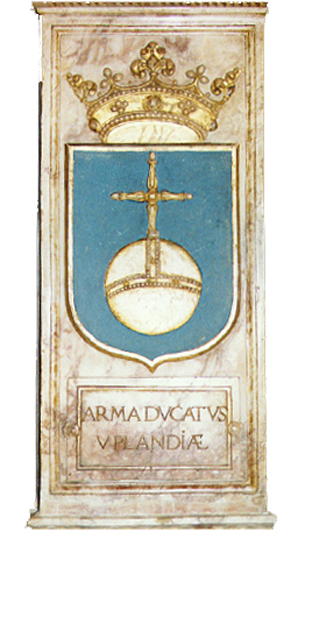
Upplands landskapsvapen på Gustav Vasas gravtumba i Vasakoret, Uppsala domkyrka. (1583)
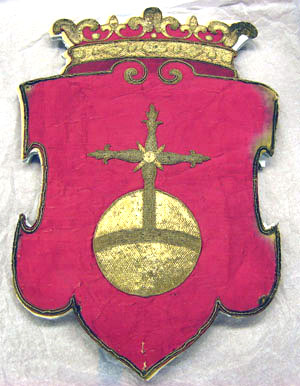
Upplands landskapsvapen från 1633–1634. Finns på Livrustkammaren.
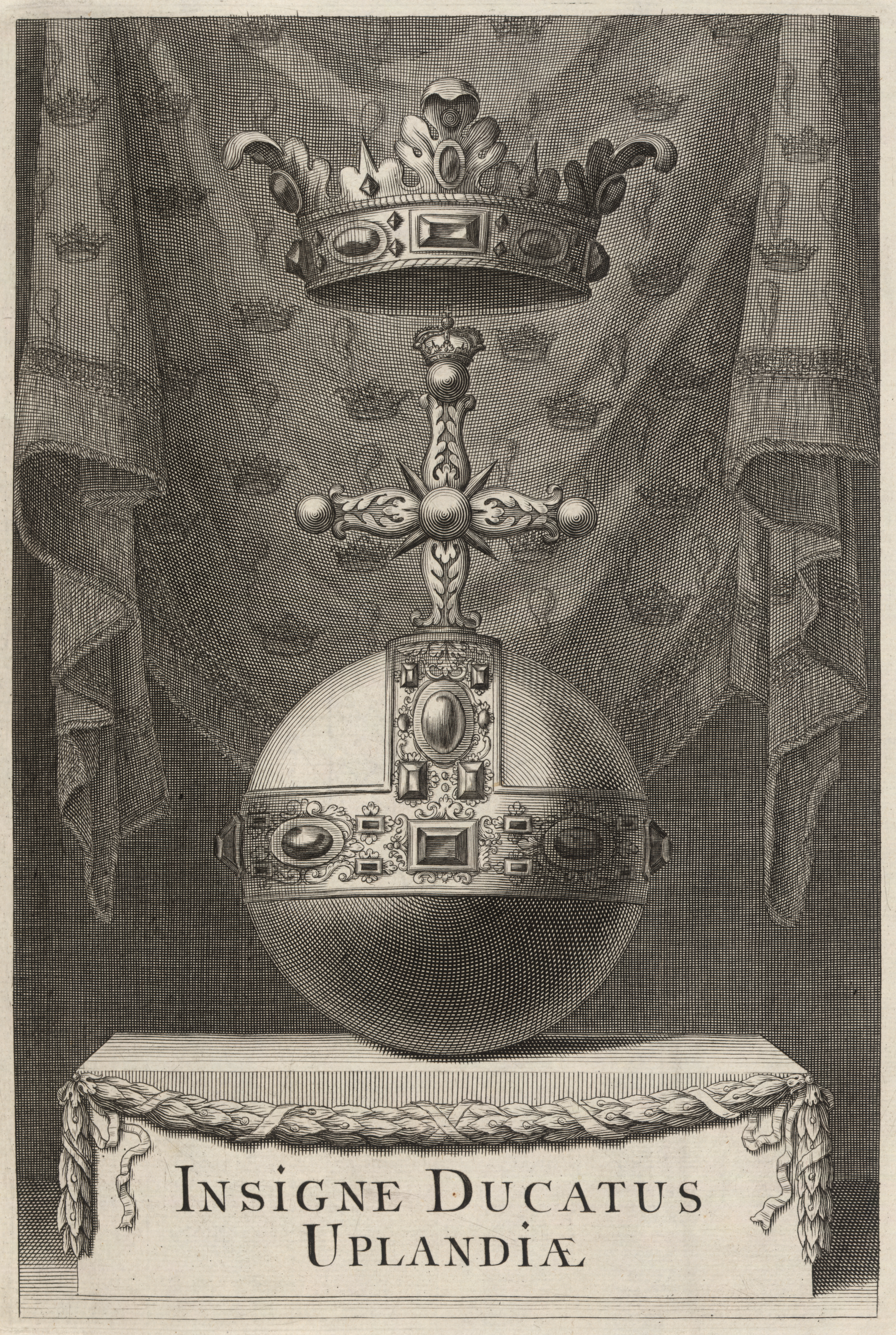
Upplands vapen i Suecia antiqua et hodierna från 1668.
Upplands flagga